# Santa Cruz do Capibaribe
Santa Cruz do Capibaribe is een gemeente in de Braziliaanse deelstaat Pernambuco. De gemeente telt 105.936 inwoners (schatting 2018).
Santa Cruz do Capibaribe ligt op ongeveer 185,7 kilometer afstand van de hoofdstad van de staat Pernambuco, Recife. 
Santa Cruz do Capibaribe is de grootste kledingproducent in Pernambuco, volgens SENAI, is het de op een na grootste kledingfabrikant in Brazilië, en bezit het grootste kledingcentrum in Latijns-Amerika in zijn categorie, het Fashion Center Santa Cruz. Het staat ook bekend als de hoofdstad van Sulanca, de hoofdstad van de mode.